# 1. divisjon 1965/66
Die Saison 1965/66 war die 27. Spielzeit der 1. divisjon, der höchsten norwegischen Eishockeyspielklasse. Meister wurde zum insgesamt fünften Mal in der Vereinsgeschichte Vålerenga Ishockey. Allianseidrettslaget Skeid stieg in die zweite Liga ab.

## Modus
In der Hauptrunde absolvierte jede der sechs Mannschaften insgesamt 15 Spiele. Der Erstplatzierte der Hauptrunde wurde Meister, der Letztplatzierte stieg in die zweite Liga ab. Für einen Sieg erhielt jede Mannschaft zwei Punkte, bei einem Unentschieden gab es einen Punkt und bei einer Niederlage null Punkte.

## Hauptrunde
Tabelle
|    | Klub                       | Sp | S  | U | N  | Tore  | Punkte |
| -- | -------------------------- | -- | -- | - | -- | ----- | ------ |
| 1. | Vålerenga Ishockey         | 15 | 13 | 0 | 2  | 92:40 | 26     |
| 2. | Gamlebyen                  | 15 | 11 | 0 | 4  | 82:37 | 22     |
| 3. | Tigrene                    | 15 | 9  | 0 | 6  | 72:58 | 18     |
| 4. | Grüner IL                  | 15 | 4  | 1 | 10 | 30:62 | 9      |
| 5. | Hasle-Løren IL             | 15 | 3  | 2 | 10 | 47:72 | 8      |
| 6. | Allianseidrettslaget Skeid | 15 | 2  | 2 | 11 | 41:91 | 6      |

Sp = Spiele, S = Siege, U = unentschieden, N = Niederlagen, OTS = Overtime-Siege, OTN = Overtime-Niederlage, SOS = Penalty-Siege, SON = Penalty-Niederlage